# Софарма бизнес тауърс
„Софарма бизнес тауърс“ е търговско-административен комплекс в София, открит на 6 октомври 2011 г. Разположен е край метростанция „Г. М. Димитров“, столичния КАТ и Музея на социалистическото изкуство.
Включва 2 кули – на 22 и на 19 етажа, съответно с височина 81 и 71 метра, което ги нарежда сред най-високите сгради и съоръжения в столицата и в България. Комплексът разполага също с обща търговска част и 470 паркоместа.
Общата разгърната застроена площ е 50 977 m², вкл. офис площи 24 440 m². Очаква се в офисите да работят около 3000 души.
Инвестицията е в размер на 50 млн. евро. Инвеститор на обекта е „Софарма имоти“ АДСИЦ.